# Озьори
Озьо́ри (рос. Озёры) — місто обласного підпорядкування, центр міського округу Озьори та міського поселення Озьори Московської області Росії. Місто розташовано на лівому березі Оки, у 157 км на південний схід від Москви, залізнична станція.

## Історія
Вперше згадується у хроніці Коломенського повіту за 1578 рік як село Марвинське Озерко. З 1689 року належало боярину О. С. Шеїну, з 1727 р. — графам Скавронським, з 1824 р. — княгині Е. П. Скавронській-Багратіон (вдові князі П. І. Багратіона).
1851 року збудована кам'яна церква. У першій половині ХІХ століття з'явилась бавовняно-ткацька та текстильна фабрики. До початку ХХ століття Озьори сформувались як центр текстильної промисловості з повним виробничим циклом. У 1908 р. на 4 фабриках працювало близько 8,5 тисяч чоловік. З 1921 року робітниче селище, з 17 серпня 1925 року статус міста.

## Символіка
Міське поселення Озьори має власну символіку: герб та прапор. Прапор міста Озьори затверджено 25 листопада 2008 року.

## Міський округ
Міське поселення Озьори було утворено 28 лютого 2005 року. До його складу, окрім міста Озьори, яке є центром поселення входять також Селище Центральної садиби радгоспу «Озьори», села Александровка, Бабуріно, Комарево, Тарбушево.

## Промисловість

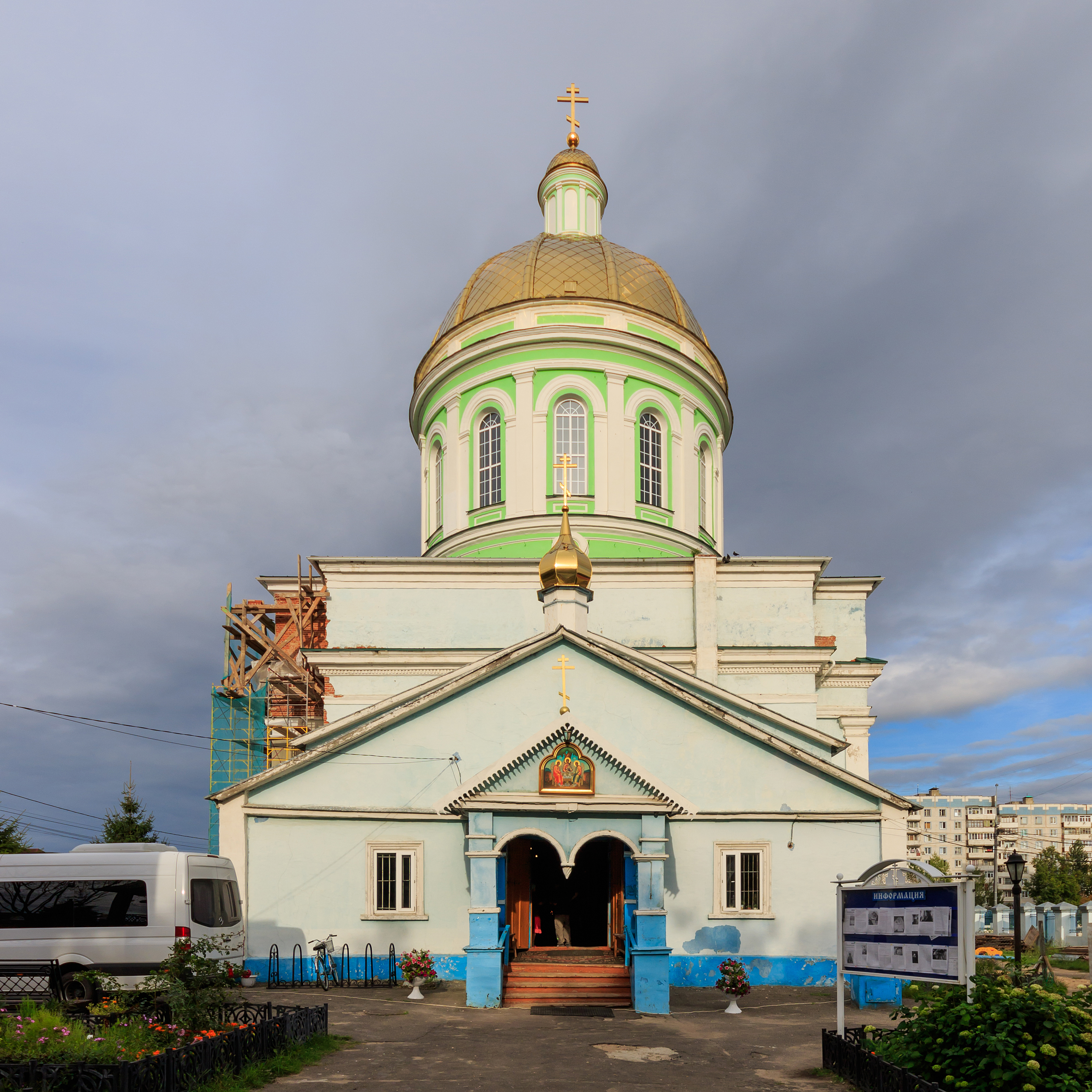
Церква Святої Трійці

У місті працює текстильна фірма «Ока», приладобудівельний завод «Полюс», є підприємства харчової промисловості та із виробництва будматеріалів.

## Транспорт
Місто Озьори не має зручного транспортного сполучення, оскільки розташовано осторонь від федеральних автомобільних доріг, приблизно в 40 км. Місто має автобусне сполучення із Москвою — міжміські автобуси їдуть до станції метро Вихіно та Красногвардійська, орієнтовна тривалість дороги 2-2,5 години, однак на практиці вона може тривати до 5 годин. Окрім того є ряд приміських маршрутів до Коломни, Кашири та інших міст. В Озьорах є чотири міських автобусних маршрути. Також у місті добре розвинута мережа таксі.
У місто також веде тупикова Озерська залізнична гілка, яка є відгалуженням Рязанського напрямку Московської залізниці довжиною 39 км, рух здійснюється на тепловозній тязі. Однак прямого залізничного сполучення з Москвою нема. З 8 червня 2009 року по лінії курсують рейкові автобуси між станціями Голутвін та Озьори. Здійснюється 4 рейси в день, тривалість подорожі 1 год 18 хв..

## Населення
| Рік  | тис. чол | рік  | тис. чол | рік  | тис. чол | рік  | тис. чол |
| ---- | -------- | ---- | -------- | ---- | -------- | ---- | -------- |
| 1926 | 14.1     | 1979 | 26.7     | 2001 | 27.7     | 2010 | 25.7     |
| 1931 | 18.8     | 1989 | 28.2     | 2003 | 25.7     | 2011 | 25.8     |
| 1939 | 22.6     | 1992 | 28.5     | 2005 | 25.9     | 2012 | 25.7     |
| 1959 | 24.8     | 1996 | 28.2     | 2006 | 26.0     | 2013 | 25.6     |
| 1967 | 26       | 1998 | 28.2     | 2007 | 26.1     | 2014 | 25.7     |
| 1970 | 26.1     | 2000 | 28.0     | 2008 | 26.0     |      |          |

## Відомі уродженці
- Уткін Андрій Іванович (1910—1987) — заступник голови Ради народних комісарів РРФСР.

## Пам'ятки історії та архітектура
У центрі міста розташована Троїцька церква, яка датується 1851 роком. З кінця 1920-х рр. будувались спочатку котеджі, потім 4-х поверхові будинки. Будинок культури текстильників (1930–1937 рр.)

## Релігія
Церква святої Трійці (РПЦ), найбільший дзвін церкви важив 16,5 тонн. У грудні 1929 року храм було зачинено, настоятель арештований та репресований, дзвони відправлені на переплавку, ікони — спалені. У храмі було влаштовано клуб, потім контора «Заготзерно» та пожежна дружина. 18 липня 1946 року церкву знову відкрили та освячено в ім'я Святої Трійці. 19 квітня 1999 року було утворено Озерське благочиння до складу якого увійшло 8 парафій. У 2001 році відбулась серйозна реставрація храму.